# Ziaire Williams
Pour les articles homonymes, voir Williams.
Ziaire Williams, né le 12 septembre 2001 à Lancaster, Californie, est un joueur américain de basket-ball évoluant au poste d'ailier. Il mesure 2,04 m.

## Biographie

### Carrière universitaire
Entre 2020 et 2021, il joue pour le Cardinal de Stanford.
Le 31 mars 2021, il annonce qu'il se présente à la draft NBA 2021.

### Carrière professionnelle

#### Grizzlies de Memphis (2021-2024)
Le 29 juillet 2021, il est sélectionné à la 10e position de la draft 2021 de la NBA par les Pelicans de La Nouvelle-Orléans puis envoyé chez les Grizzlies de Memphis.

#### Nets de Brooklyn (depuis 2024)
En juillet 2024, les Grizzlies envoient Williams aux Nets de Brooklyn en échange de Mamadi Diakité.

## Statistiques

### Universitaires
Les statistiques de Ziaire Williams en matchs universitaires sont les suivantes
| Saison    | Équipe   | Matchs | Titul. | Min./m | % Tir | % 3pts | % LF | Rbds/m. | Pass/m. | Int/m. | Ctr/m. | Pts/m. |
| --------- | -------- | ------ | ------ | ------ | ----- | ------ | ---- | ------- | ------- | ------ | ------ | ------ |
| 2020-2021 | Stanford | 20     | 14     | 27,8   | 37,4  | 29,1   | 79,6 | 4,55    | 2,20    | 0,85   | 0,55   | 10,70  |
| Carrière  | Carrière | 20     | 14     | 27,8   | 37,4  | 29,1   | 79,6 | 4,55    | 2,20    | 0,85   | 0,55   | 10,70  |

## Professionnelles

### Saison régulière
| Saison    | Équipe   | Matchs | Titul. | Min./m | % Tir | % 3pts | % LF | Rbds/m. | Pass/m. | Int/m. | Ctr/m. | Pts/m. |
| --------- | -------- | ------ | ------ | ------ | ----- | ------ | ---- | ------- | ------- | ------ | ------ | ------ |
| 2021-2022 | Memphis  | 62     | 31     | 21,7   | 45,0  | 31,4   | 78,2 | 2,08    | 1,05    | 0,56   | 0,19   | 8,08   |
| 2022-2023 | Memphis  | 37     | 4      | 15,2   | 42,9  | 25,8   | 77,3 | 2,14    | 0,95    | 0,38   | 0,16   | 5,68   |
| 2023-2024 | Memphis  | 51     | 15     | 20,3   | 39,7  | 30,7   | 82,7 | 3,53    | 1,47    | 0,71   | 0,18   | 8,24   |
| 2024-2025 | Brooklyn | 63     | 45     | 24,5   | 41,2  | 34,1   | 82,1 | 4,56    | 1,33    | 0,98   | 0,44   | 10,03  |
| Carrière  | Carrière | 213    | 95     | 21,1   | 42,1  | 31,6   | 81,1 | 3,17    | 1,22    | 0,69   | 0,26   | 8,28   |

### Playoffs
| Saison   | Équipe   | Matchs | Titul. | Min./m | % Tir | % 3pts | % LF | Rbds/m. | Pass/m. | Int/m. | Ctr/m. | Pts/m. |
| -------- | -------- | ------ | ------ | ------ | ----- | ------ | ---- | ------- | ------- | ------ | ------ | ------ |
| 2022     | Memphis  | 10     | 1      | 16,8   | 44,2  | 30,6   | 92,3 | 1,60    | 0,50    | 0,50   | 0,00   | 6,90   |
| 2023     | Memphis  | 4      | 0      | 3,0    | 28,6  | 33,3   | –    | 0,50    | 0,50    | 0,00   | 0,00   | 1,30   |
| Carrière | Carrière | 14     | 1      | 12,8   | 42,4  | 30,8   | 92,3 | 1,30    | 0,50    | 0,40   | 0,00   | 5,30   |

## Records sur une rencontre en NBA
Les records personnels de Ziaire Williams en NBA sont les suivants, :
| Type de statistique        | Saison régulière | Saison régulière           | Saison régulière | Playoffs | Playoffs                   | Playoffs      |
| Type de statistique        | Record           | Adversaire                 | Date             | Record   | Adversaire                 | Date          |
| -------------------------- | ---------------- | -------------------------- | ---------------- | -------- | -------------------------- | ------------- |
| Points                     | 27               | @ Bucks de Milwaukee       | 15 février 2024  | 14       | Warriors de Golden State   | 3 mai 2022    |
| Paniers marqués            | 9                | 3 fois                     | 3 fois           | 5        | Warriors de Golden State   | 3 mai 2022    |
| Paniers tentés             | 19               | @ Thunder d'Oklahoma City  | 9 avril 2023     | 9        | Warriors de Golden State   | 3 mai 2022    |
| Paniers à 3 points réussis | 6                | @ Pacers de l'Indiana      | 20 mars 2025     | 4        | Warriors de Golden State   | 3 mai 2022    |
| Paniers à 3 points tentés  | 13               | Thunder d'Oklahoma City    | 26 février 2025  | 8        | Warriors de Golden State   | 3 mai 2022    |
| Lancers francs réussis     | 8                | @ Jazz de l'Utah           | 12 janvier 2025  | 6        | Timberwolves du Minnesota  | 19 avril 2022 |
| Lancers francs tentés      | 8                | 2 fois                     | 2 fois           | 6        | Timberwolves du Minnesota  | 19 avril 2022 |
| Rebonds offensifs          | 4                | 2 fois                     | 2 fois           | 2        | Warriors de Golden State   | 3 mai 2022    |
| Rebonds défensifs          | 10               | @ Wizards de Washington    | 28 octobre 2023  | 3        | 3 fois                     | 3 fois        |
| Rebonds totaux             | 12               | Celtics de Boston          | 8 novembre 2024  | 5        | Warriors de Golden State   | 3 mai 2022    |
| Passes décisives           | 9                | @ Thunder d'Oklahoma City  | 9 avril 2023     | 2        | Warriors de Golden State   | 11 mai 2022   |
| Interceptions              | 4                | @ Grizzlies de Memphis     | 30 octobre 2024  | 1        | 5 fois                     | 5 fois        |
| Contres                    | 2                | 7 fois                     | 7 fois           | -        | -                          | -             |
| Balles perdues             | 4                | 4 fois                     | 4 fois           | 1        | 4 fois                     | 4 fois        |
| Minutes jouées             | 37               | @ Warriors de Golden State | 25 novembre 2024 | 30       | @ Warriors de Golden State | 7 mai 2022    |

- Double-double : 3
- Triple-double : 0

Dernière mise à jour : 21 mars 2025